# Piramideteksten

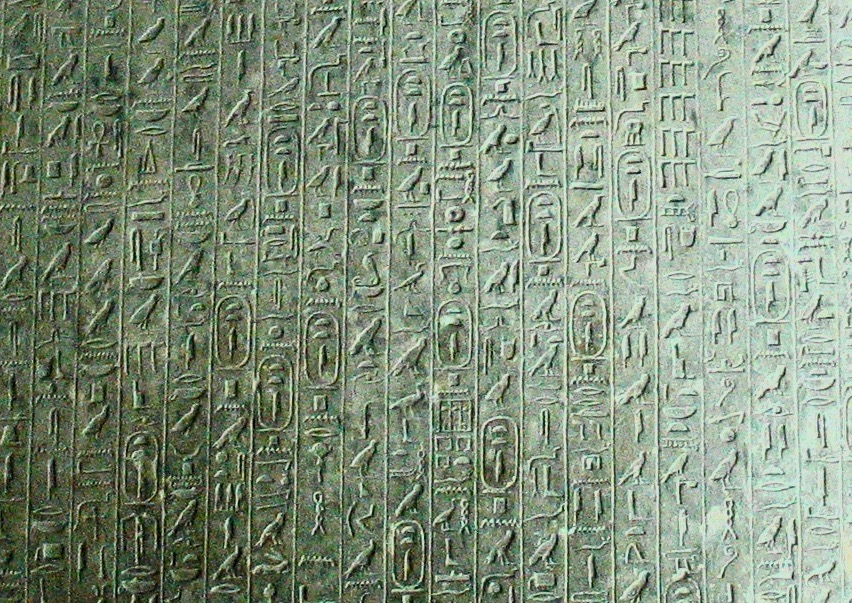
Detail van de teksten in de piramide van Teti I.

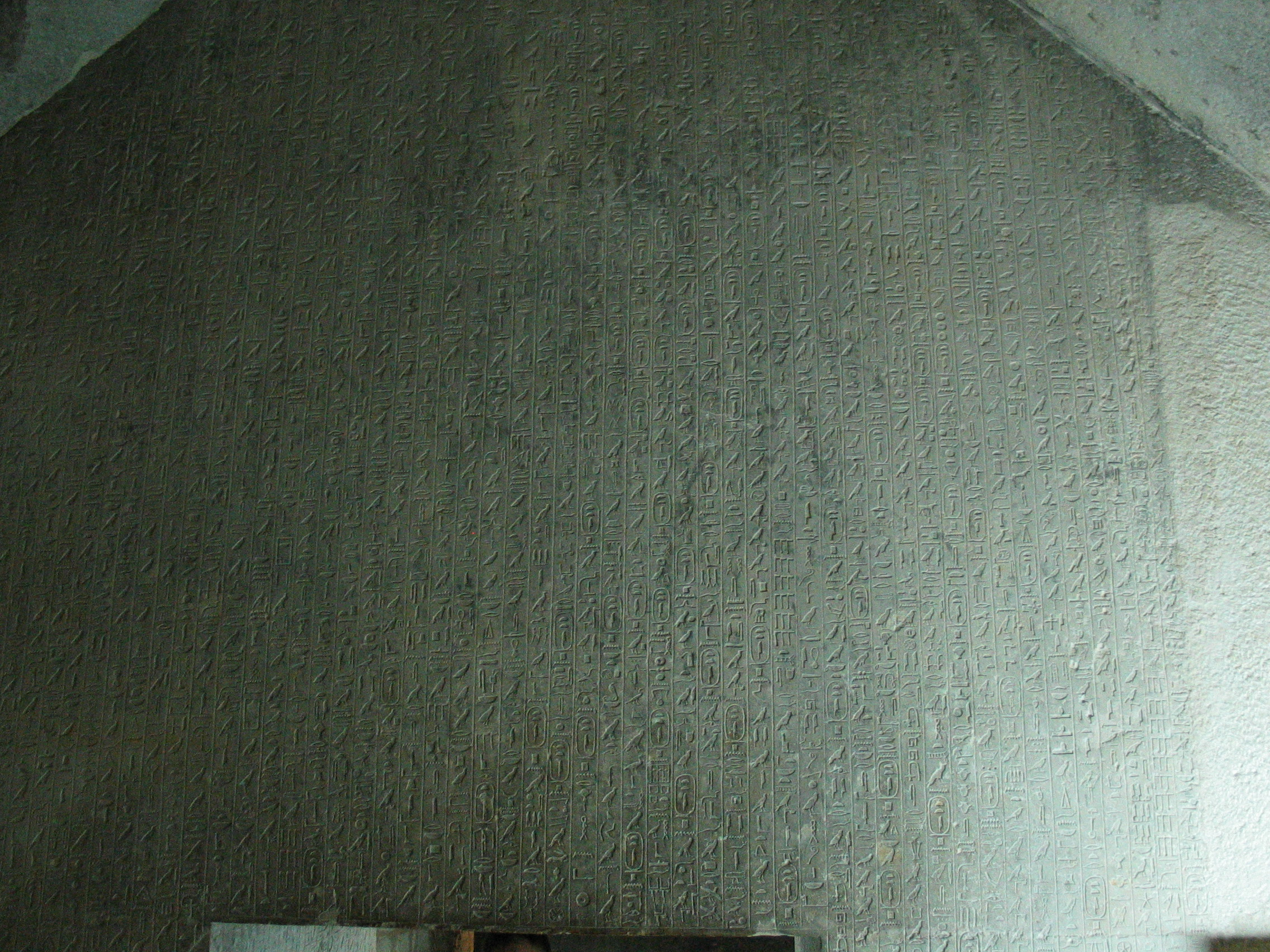
Wand in de piramide van Teti I.

De piramideteksten vormen de oudste verzameling religieuze spreuken uit het oude Egypte.
De eerste koning die deze teksten op de wanden van de grafkamer van zijn piramide liet graveren was Unas, de laatste koning van de 5e dynastie (ca. 2350 v.Chr.). Onder Pepi II werden de piramideteksten ook in de piramides van koninginnen gegraveerd. Tegen het einde van het Oude Rijk werden de teksten eveneens in de grafkamers van hoge ambtenaren gebruikt, wat erop wijst dat de teksten niet meer uitsluitend voorbehouden waren aan de koning. Het feit dat de ambtenaren zichzelf privileges toekenden die eerst alleen voor de koningen golden, wijst erop dat de macht van de koning afnam en dat de hoge ambtenaren zichzelf steeds meer onafhankelijkheid toekenden (cf. 6e dynastie van Egypte), wat uiteindelijk leidde tot het einde van het Oude Rijk en het begin van de eerste tussenperiode. Tijdens het Middenrijk werden de teksten niet langer op de wanden van de grafkamer aangebracht, maar op de kist waarin de overledene werd begraven. In het Nieuwe Rijk werden de piramideteksten nog steeds aangebracht op kisten van hoge ambtenaren en koningen. Zelfs tot in de Late periode werden de teksten nog in graven en op sarcofagen aangebracht.
De grote piramiden, zoals de Piramide van Cheops, bevatten geen teksten. De teksten, die op plaatsen ook veel afbeeldingen van sterren bevatten, zijn volgens sommige egyptologen deel van een oeroude sterrencultus die later door een zonnecultus werd verdrongen.
De eerste piramideteksten werden gevonden in 1881 in de piramiden van Unas, Teti, Pepi I, Merenre en Pepi II. Deze werden ontdekt door de broers Emile en Heinrich Brugsch. De eerste uitgave van de teksten kwam van Kurt Sethe, die alle formules heeft genummerd. Deze nummering liep tot en met 714. In 1925 werden er nieuwe teksten gevonden in de piramiden van Pepi II en zijn koninginnen Neith, Iput en Wedjebten. Hiermee kwam de nummering op 759.
De piramideteksten, die niet begeleid werden door afbeeldingen, werden in verticale kolommen op de wanden van de kamers in de piramides gegraveerd. Vaak werden ze in de kleur groen of blauwgroen beschilderd, de kleur die symbool staat voor regeneratie: men wenste de overledene een hernieuwd leven in het hiernamaals toe. De afzonderlijke spreuken kennen geen titels maar worden elk ingeleid met de woorden djed medu wat woorden te spreken betekent, wat erop zou kunnen wijzen dat deze teksten als ritueel bij de begrafenis werden voorgedragen. De volgorde van de spreuken is onduidelijk: het lijkt erop dat de teksten die gegraveerd werden uit een groter corpus geselecteerd werden en met speciale bedoelingen op bepaalde delen van de wanden gegraveerd werden. Het algemene doel van de teksten was het verzekeren van een voorspoedige reis van de koning naar een nieuw bestaan in een hemels Egypte en zijn goede ontvangst aldaar. De gestorven farao werd "een Osiris" en zou als ster te midden van zijn tot ster geworden voorgangers en de goden voortleven. De teksten geven de farao kennis van de wegen, de plaatsen en de gevaren die hij zal tegenkomen. Het merendeel van de teksten is ritueel van aard, en refereren aan de mondopeningsceremonie en offerrituelen, waarin het brengen van offers zoals olie, wierook, kleding, sieraden, kronen, etc. centraal staat. De taal waarin deze teksten geschreven werden is het Oudegyptisch, een vroege vorm van het hiërogliefenschrift. Veel hiëroglifische tekens werden half geschreven of vervormd weergegeven uit vrees dat de tekens, bijvoorbeeld die van een slang, schorpioen of nijlpaard, op magische wijze tot leven zouden komen en het voortbestaan van de overledene in het hiernamaals zouden bedreigen.
Piramideteksten kunnen onderverdeeld worden in vijf categorieën:

1. Dramatische teksten: bij deze teksten gaat het om - zoals de naam het al zegt - dramatische gebeurtenissen, zoals de strijd tussen Horus en Seth;
2. Hymnen: verzen en gebeden met betrekking tot de goden;
3. Litanieën: teksten die zijn opgebouwd als verzen en die opsommingen en reeksen met namen die verwijzen naar zaken met betrekking tot de goden bevatten;
4. Glorificaties: deze beslaan het grootste gedeelte van de piramideteksten. Hierin wordt de reis naar het hiernamaals beschreven;
5. Magische teksten: spreuken die de geest van de dode beschermen voor schepsels zoals slangen.